# Abdulaziz bin Turki Al Saud

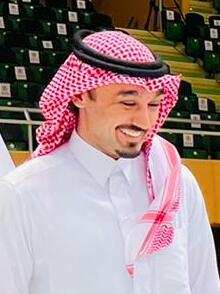
Abdulaziz bin Turki Al Saud, im März 2022

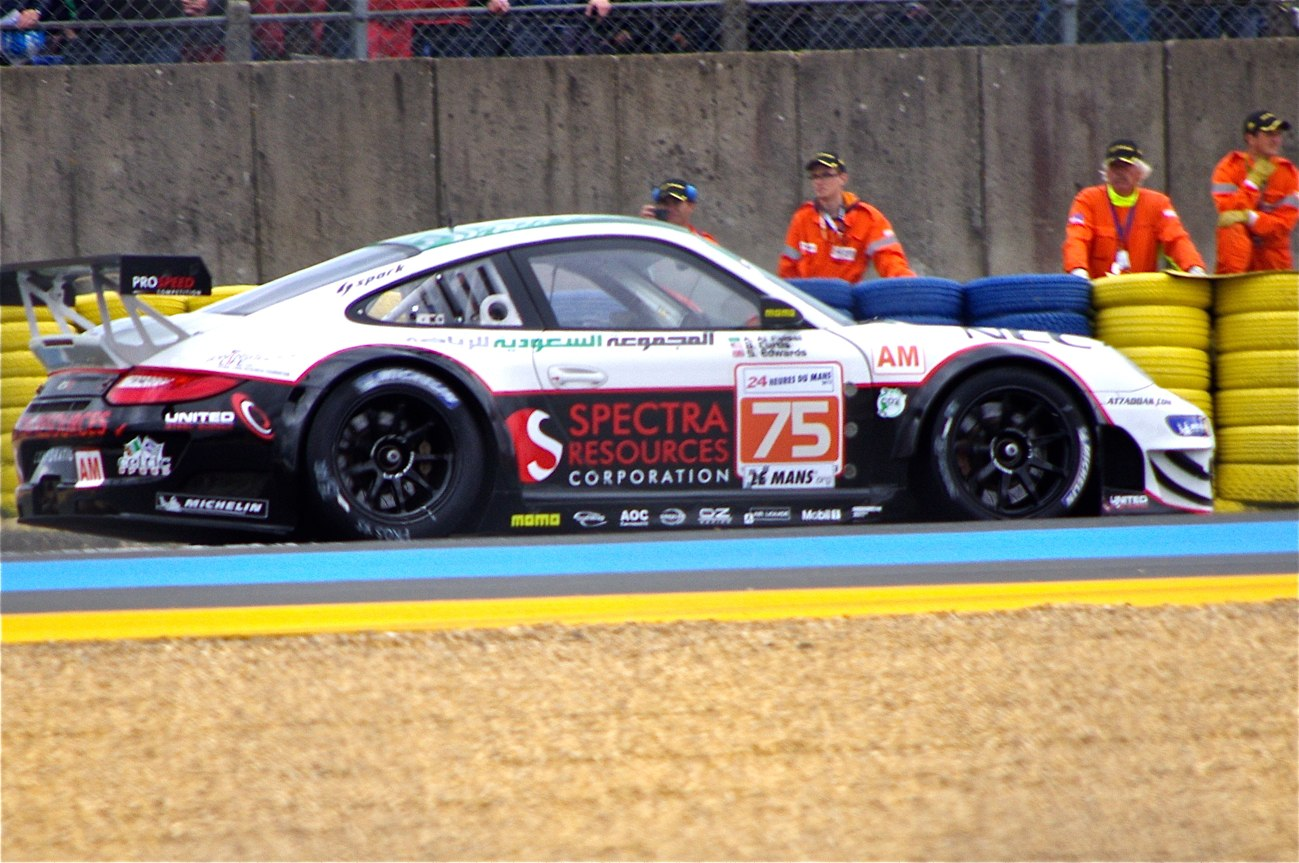
Der Prospeed Compétition-Porsche 997 GT3 RSR von Sean Edwards, Bret Curtis und Abdulaziz beim 24-Stunden-Rennen von Le Mans 2012

Prinz Abdulaziz bin Turki bin Faisal bin Abdulaziz Al Saud, auch bekannt als Abdulaziz bin Turki Al Faisal (arabisch عبد العزيز بن تركي الفيصل آل سعود, DMG ʿAbd al-ʿAzīz b. Turkī al-Faiṣal Āl Saʿūd; * 4. Juni 1983 in Riad) ist ein saudischer Geschäftsmann, Autorennfahrer, Rennstallbesitzer und Minister für Sport.

## Familie und Ausbildung
Abdulaziz ist einer der Söhne von Turki ibn Faisal und damit Mitglied der Dynastie der Saud. Sein Vater war mehr als zwei Jahrzehnte der Geheimdienstchef von Saudi-Arabien und Botschafter in den Vereinigten Staaten. Sein Großvater war Faisal ibn Abd al-Aziz, von 1964 bis 1975 König von Saudi-Arabien.
Nach dem Besuch der King Faisal Schule in Riad studierte er von 2001 bis 2003 Politikwissenschaft an der König-Saud-Universität und danach von 2003 bis 2006 an der School of Oriental and African Studies der Universität London. Außerdem studierte er im selben Zeitraum das Fach Marketing mit Abschlüssen an einem College in Dschidda.
2020 wurde er durch ein königliches Dekret zum Minister für Sport ernannt.
2015 heiratete er seine Cousine 2. Grades Mischal bint Mischal bin Majid Al Saud.

## Karriere im Motorsport
Seine Karriere begann Abdulaziz in der Formel BMW Bahrain, wo er die Meisterschaft als Gesamtdritter beendete. 2008 stieg er mit einem eigenen Rennteam in die 24H Series ein. Zur Rennserie zählten ausschließlich 24- und 12-Stunden-Rennen. 2008 waren dies das 24-Stunden-Rennen von Dubai und das 12-Stunden-Rennen von Ungarn. Die Miniserie beendete er als Gesamtvierter. 2009 kam er nach Europa und fuhr für das Team von Walter Lechner im Porsche Supercup. Die Gesamtwertung beendete er an der 14. Stelle der Gesamtwertung.
In den folgenden Jahren war er regelmäßiger Starter bei den Rennen der 24H Series. 2010, als die Serie nach wie vor nur 2 Veranstaltungen umfasste, wurde er Gesamtzweiter und 2014 Dritter der A6-Klasse. 2015 gewann er mit dem 24-Stunden-Rennen von Dubai ein wichtiges Einzelrennen der Serie. Partner im Mercedes-Benz SLS AMG GT3 waren Hubert Haupt, Yelmer Buurman und Oliver Webb.
Große Erfolge feierte der Saudi bei Porsche-Cup-Rennen. 2010 und 2012 gewann er die Gesamtwertung des Porsche GT3 Cup Challenge Middle East. 2011 und 2013 wurde er Vizemeister; 2014 Gesamtdritter.
Auch im internationalen Langstreckensport war Abdulaziz aktiv. 2011 gab er sein Debüt beim 24-Stunden-Rennen von Le Mans, wo der 27. Gesamtrang 2014 sein bisher bestes Ergebnis bei diesem 24-Stunden-Rennen war.

## Statistik

### Le-Mans-Ergebnisse
| Jahr | Team                   | Fahrzeug               | Teamkollege      | Teamkollege       | Platzierung | Ausfallgrund |
| ---- | ---------------------- | ---------------------- | ---------------- | ----------------- | ----------- | ------------ |
| 2011 | Team Felbermayr-Proton | Porsche 997 GT3 RSR    | Nick Tandy       | Bryce Miller      | Ausfall     | Motorschaden |
| 2012 | Prospeed Compétition   | Porsche 997 GT3 RSR    | Sean Edwards     | Bret Curtis       | Ausfall     | Motorschaden |
| 2013 | JMW Motorsport         | Ferrari 458 Italia GT2 | Andrea Bertolini | Khaled Al Qubaisi | Rang 34     |              |
| 2014 | JMW Motorsport         | Ferrari 458 Italia GT2 | Spencer Pumpelly | Seth Neiman       | Rang 27     |              |
| 2015 | JMW Motorsport         | Ferrari 458 Italia GT2 | Michael Avenatti | Kuba Giermaziak   | Rang 36     |              |
| 2017 | Dempsey-Proton Racing  | Porsche 911 RSR        | Patrick Long     | Mike Hedlund      | Rang 37     |              |

### Einzelergebnisse in der FIA-Langstrecken-Weltmeisterschaft
| Saison | Team                               | Rennwagen                                   | 1   | 2   | 3   | 4   | 5   | 6   | 7   | 8   | 9   |
| ------ | ---------------------------------- | ------------------------------------------- | --- | --- | --- | --- | --- | --- | --- | --- | --- |
| 2012   | Prospeed Competition               | Porsche 997 GT3 RSR                         | SEB | SPA | LEM | SIL | SAO | BAH | FUJ | SHA |     |
| 2012   | Prospeed Competition               | Porsche 997 GT3 RSR                         | DNF |     |     |     |     |     |     |     |     |
| 2013   | JMW Motorsport                     | Ferrari 458 Italia                          | SIL | SPA | LEM | SAO | AUS | FUJ | SHA | BAH |     |
| 2013   | JMW Motorsport                     | Ferrari 458 Italia                          | 34  |     |     |     |     |     |     |     |     |
| 2014   | JMW Motorsport Aston Martin Racing | Ferrari 458 Italia Aston Martin Vantage GTE | SIL | SPA | LEM | AUS | FUJ | SHA | BAH | SAO |     |
| 2014   | JMW Motorsport Aston Martin Racing | Ferrari 458 Italia Aston Martin Vantage GTE |     |     | 27  |     |     |     | 24  |     |     |
| 2017   | Dempsey-Proton Racing              | Porsche 911 RSR                             | SIL | SPA | LEM | NÜR | MEX | AUS | FUJ | SHA | BAH |
| 2017   | Dempsey-Proton Racing              | Porsche 911 RSR                             | 37  |     |     |     |     |     |     |     |     |

## Vorfahren
| Ahnentafel Prinz Abdulaziz | Ahnentafel Prinz Abdulaziz          | Ahnentafel Prinz Abdulaziz          | Ahnentafel Prinz Abdulaziz                                                      | Ahnentafel Prinz Abdulaziz      | Ahnentafel Prinz Abdulaziz                                               | Ahnentafel Prinz Abdulaziz                      | Ahnentafel Prinz Abdulaziz                         | Ahnentafel Prinz Abdulaziz     |
| -------------------------- | ----------------------------------- | ----------------------------------- | ------------------------------------------------------------------------------- | ------------------------------- | ------------------------------------------------------------------------ | ----------------------------------------------- | -------------------------------------------------- | ------------------------------ |
| Ururgroßeltern             | Emir Abdul Rahman ⚭ Sara Al Sudairi | Abdullah Al Sheikh ⚭ Haya Al Muqbel | Prinz Abdullah bin Abdullah Al Thunayyan Al Saud ⚭ Tazeruh Hanim (Tscherkessin) | ? ⚭ ?                           | Prinz Mohammed bin Abdul Rahman Al Saud ⚭ Munira bint Abdullah Al Sheikh | König Abdulaziz ⚭ Tarfa bint Abdullah Al Sheikh | Prinz Abdulaziz bin Abdullah bin Turki Al Saud ⚭ ? | ? ⚭ ?                          |
| Urgroßeltern               | König Abdulaziz ⚭ Tarfa Al Sheikh   | König Abdulaziz ⚭ Tarfa Al Sheikh   | Prinz Mohammed ⚭ Asia (Türkin)                                                  | Prinz Mohammed ⚭ Asia (Türkin)  | Prinz Khalid ⚭ Prinzessin Nura                                           | Prinz Khalid ⚭ Prinzessin Nura                  | Prinz Mohammed ⚭ ?                                 | Prinz Mohammed ⚭ ?             |
| Großeltern                 | König Faisal ⚭ Prinzessin Iffat     | König Faisal ⚭ Prinzessin Iffat     | König Faisal ⚭ Prinzessin Iffat                                                 | König Faisal ⚭ Prinzessin Iffat | Prinz Fahd ⚭ Prinzessin Munira                                           | Prinz Fahd ⚭ Prinzessin Munira                  | Prinz Fahd ⚭ Prinzessin Munira                     | Prinz Fahd ⚭ Prinzessin Munira |
| Eltern                     | Prinz Turki ⚭ Prinzessin Nuf        | Prinz Turki ⚭ Prinzessin Nuf        | Prinz Turki ⚭ Prinzessin Nuf                                                    | Prinz Turki ⚭ Prinzessin Nuf    | Prinz Turki ⚭ Prinzessin Nuf                                             | Prinz Turki ⚭ Prinzessin Nuf                    | Prinz Turki ⚭ Prinzessin Nuf                       | Prinz Turki ⚭ Prinzessin Nuf   |

## Sonstiges
Abdulaziz wird aufgrund seiner väterlichen Abstammung von König Faisal teilweise auch mit dem Nachnamen „Al Faisal“ aufgeführt.